# الإنجليزية الحديثة
تعد الإنجليزية الحديثة (يطلق عليها في بعض الأحيان الإنجليزية الجديدة أو NE بدلا من الإنجليزية الوسطى ومن الإنجليزية القديمة) هي شكل من أشكال اللغة الإنجليزية المستخدمة منذ التحول الكبير في نطق حروف العلة في إنجلترا، الذي بدأ في أواخر القرن الرابع عشر وانتهى في عام 1550.
تعتبر المؤلفات في أوائل القرن السابع عشر، مثل أعمال وليام شكسبير والملك جيمس بايبل من أمثلة اللغة الإنجليزية الحديثة، أو أكثر تحديدا الإنجليزية الحديثه المبكره أوالإنجليزية الإليزابيثية. مع بعض الاختلافات في استخدام المفردات.
اُعْتُمِدَت اللغة الإنجليزية كلغه رسميه في عدة مناطق حول العالم مثل أمريكا الشمالية، شبه القارة الهندية، أفريقيا، أستراليا ونيوزيلندا عن طريق الاستعمار من قبل الإمبراطورية البريطانية.
للغة الإنجليزية الحديثة عدد كبير من اللهجات المتحدث بها في دول مختلفة في جميع أنحاء العالم. وهذا يشملالإنجليزية الأمريكية، الإنجليزية الأسترالية، الإنجليزية البريطانية (التي تحتوي على  الإنجليزية الإنجليزية، إنجليزية ويلز والإنجليزية الاسكتلندية), الإنجليزية الكندية، إنجليزية البحر الكاريبي، الإنجليزية الأيرلندية، الإنجليزية الهندية، الإنجليزية الباكستانية، الإنجليزية النيجيريه، الإنجليزية  النيوزيلنديه، الإنجليزية الفلبينية، الإنجليزية السنغافورية، إنجليزية جنوب أفريقيا.
وفقا لموقع اللغات الإحصائي Ethnologue، هناك ما يقرب من مليار متحدث باللغة الإنجليزية كلغة أولى أو ثانية.  وتعتبر اللغة الإنجليزية هي اللغة الأولى أو الثانية في عدد كبير من البلدان، ويوجد أكبر عدد من المتحدثين الأصليين في المملكة المتحدة، ايرلندا، كندا، الولايات المتحدة الامريكية، استرالياو نيوزيلندا؛ وهناك أيضا أعداد كبيرة من الناطقين في الهند، باكستان، الفلبين وجنوب أفريقيا. «ويعتبر الناطقون الغير أصليون للغة الإنجليزية أكثر من باقي اللغات، وهي أكثر اللغات المنتشرة على نطاق واسع في جميع أنحاء العالم ولها استخدامات عديدة  أكثر من أي لغة أخرى». ولكثرة عدد المتحدثين بها، وحضورها العالمي، أصبحت اللغة الإنجليزية هي اللغة المشتركة «لشركات الطيران، النقل البحري، الحاسوب والتكنولوجيا، العلوم، بل للتواصل بشكل عام».

## تطور اللغة
تطورت اللغة الإنجليزية الحديثة من الإنجليزية الحديثة المبكرة والتي كانت تستخدم من بداية عهد تيودور حتى قترة خلو العرش واستعادة الحكم في إنجلترا.
وتعتبر أعمال وليام شكسبير والملك جيمس بايبل  باللغة الإنجليزية الحديثة، أو أكثر تحديدا، الإنجليزية الحديثة المبكرة أو الإليزابيثية. 
وفي أواخر القرن الثامن عشر، سهلت الإمبراطورية البريطانية انتشار اللغة الإنجليزية الحديثة من خلال مستعمراتها وهيمنتها الجغرافي-سياسية.
و قد ساهمت التجارة والعلوم والتكنولوجيا والدبلوماسية والفن والتعليم الرسمي  في جعل اللغة الإنجليزية الأولى عالميا.
كما سهلت اللغة الإنجليزية  الاتصالات الدولية في جميع أنحاء العالم.
واعتمدت الإنجليزية كلغة أولى في أمريكا الشمالية، الهند وأجزاء من أفريقيا، أستراليا، والعديد من المناطق الأخرى.
في فترة ما بعد الاستعمار، استمرت بعض  الأمم المنشئة حديثا، و التي كانت متعددة اللغات الأصلية، في استخدام اللغة الإنجليزية كلغة رسمية، لتجنب المشاكل السياسية في حال استخدام أو تفضيل أي لغة من لغات السكان الأصليين فوق الآخرى.

## ملخص التغييرات
وفيما يلي موجز للتغييرات الرئيسية في اللغة الإنجليزية الحديثة مقارنة مع النموذج السابق (الإنجليزية الوسطى). مع ملاحظة أن هذه تعميمات، وبعضها لا ينطبق على لهجات معينة:

### النحو
- توقف استخدام (thou, ye) T-V distinction. حيث احتفظت الإنجليزية الحديثة المعاصرة بضمير المخاطب الرسمي "you" (ye)"، والذي يستخدم في السياقين الرسمي وغير الرسمي.
- أصبح استخدام الأفعال المساعدة إلزاميا في الجمل الاستفهامية.

### الحروف الأبجدية
تعزى كثير من التغييرات في الحروف الأبجدية والتهجئة إلى ظهور الطباعة وممارسات الطباعة العالميه.
- تم ترك استخدام الحرف thorn  (þ)، والذي بدأ استبداله ب th في الإنجليزية الوسطى. وعند طباعة اللغة الإنجليزية الحديثة المبكرة تم استخدام الحرف اللاتيني y لتمثيل thorn، والذي ظهر شبيها له عند استخدام الحرف العريض (𝖞).آخر ظهور للحرف (ligatures of thorn) كان في، ye (thee)، yt (that)، yu (thou) والتي كانت لا تزال تظهر أحيانا في صحائف الملك جيمس بايبل من 1611 وشكسبير.
- بدأ تمييز الحروف i وj، والتي كانت تكتب سابقا كحرف واحد؛ وبالمثل بالنسبة u وv. كانت هذه التطورات العامة للحروف الأبجدية اللاتينية خلال هذه الفترة.

وبالتالي استخدمت اللغة الإنجليزية الحديثة الحروف الأبجدية اللاتينية البحتة المكونة من 26 حرفا.